# AppImage
AppImage ist ein System zur einfachen Nutzung von Software auf Linux-Rechnern. Es stellt eine distributionsübergreifende Alternative zu den zentral verwalteten Paketmanagersystemen der Linux-Distributionen dar. Vorgänger war das 2004 geschaffene System klik. klik wurde zwischenzeitlich durch das Nachfolgeprojekt PortableLinuxApps mit vergleichbaren Zielen ersetzt.

## Eigenschaften
AppImages kommen ohne jegliche Installation auf dem System aus, sie können sogar direkt von CD-ROM oder vom USB-Stick portabel benutzt werden.
Da AppImages alle verwendeten Programmbibliotheken mitführen, laufen diese auf allen verbreiteten Desktop-Distributionen wie Ubuntu, openSUSE, Fedora, Debian, Arch Linux oder Red Hat Linux gleichermaßen ohne spezifische Anpassungen. Mit AppImage können Programme wie LibreOffice, Firefox, Blender, DigiKam, Kdenlive oder GIMP in beliebigen Versionen verwendet werden, unabhängig von oder parallel zu der Version, die die Distribution selbst über ihr Repository vertreibt.

## Verwendung
Das Kopieren und Starten von AppImages erfordert keine root-Rechte. Es reicht aus, die entsprechende Datei in das Nutzerverzeichnis oder auf einen beliebigen Datenträger zu kopieren, sie ausführbar zu machen und anschließend zu starten. Viele AppImages fragen beim ersten Start, ob sie in ein Menü eingebunden werden sollen. Einige AppImages suchen nach Aufforderung nach neueren Versionen und schlagen ggf. einen entsprechenden Download vor.
Möchte man die jeweilige Applikation nicht mehr nutzen, muss nur die entsprechende Datei gelöscht werden. Die Dateiendung (oft app oder AppImage) ist dabei unwichtig, sie kann sogar entfallen.

## Funktionsweise
Für jede Anwendung wird nur eine einzige Datei, meist mit der Endung .AppImage (oder .app) benötigt. Diese stellt ein komprimiertes Dateisystem-Abbild dar, ähnlich einem ISO-Abbild. Die Datei wird beim Start der eingebetteten Anwendung zeitweilig in das Dateisystem eingebunden (engl. „mounted“) und mittels eines Wrapper-Skripts gestartet. Auf diese Weise kann ein AppImage-Benutzer sogar verschiedene Versionen derselben Anwendung gleichzeitig auf demselben System nutzen. Die Datei enthält neben der eigentlichen Programmdatei alle nötigen Bibliotheken und andere Komponenten, von denen das Hauptprogramm abhängt.
Die AppImage-Datei kann entweder von einem entsprechenden Server aus dem Internet heruntergeladen oder selbst erzeugt werden. Dazu stehen auf der AppImage-Homepage sogenannte „Rezepte“ zur Verfügung. Diese laden automatisch alle benötigten Komponenten von den Seiten der Hersteller herunter und verpacken sie in eine Image-Datei.
Um die Sicherheit der Anwendung zu erhöhen, kann diese in einer Sandbox wie FireJail, AppArmor oder BubbleWrap ausgeführt werden.

## Nachteile
Anwendungen mit AppImage laufen zwar unabhängig von der Distribution, sind aber eher schlecht ins Gesamtsystem integrierbar. Da alle Abhängigkeiten mit eingebettet sind, versagen hier die Aktualisierungssysteme der Distributionen, da sie nichts innerhalb des AppImages aktualisieren können. Die Sicherheit des Systems hängt also mit jedem installierten AppImage auch von einer weiteren Aktualisierungsinstanz ab. Allerdings gibt es Werkzeuge, die es ermöglichen, Updates aus dem Programm und den eingebetteten Bibliotheken, Strukturen und Diensten automatisch zu bauen und über einen Delta-Update-Mechanismus an die Nutzer zu verteilen.
Die AppImages benötigen längere Startzeiten im Vergleich zu herkömmlich über Paketmanagement installierte Anwendungen. Die mitgebrachten Abhängigkeiten werden unabhängig instanziert, belegen also Speicher, selbst wenn die gleichen Bibliotheken bereits von anderen Programmen geladen und instanziert wurden. Das Teilen von Ressourcen, ein wesentlicher Bestandteil des Betriebskonzeptes, wird somit unterlaufen.
Für die Isolation eines AppImage-Programms muss ein externes Sandboxprogramm verwendet werden.
Im Zuge eines im Dezember 2021 aufgedeckten sicherheitskritischen Fehlers in der Javabibliothek log4j hat sich die Softwareinstallation via AppImage als problematisch erwiesen, weil sich unter Umständen in etlichen AppImage-Dateien eigene Kopien fehlerhafter Bibliotheken befinden und diese von außen nur schwer erkannt und kaum „gefixt“ werden können.

## Entwicklung

### klik
Der AppImage-Vorgänger klik wurde seit 2004 vorwiegend von Simon Peter entwickelt. Anfang 2010 schlief die Entwicklung ein und die Projekt-Homepage war nicht mehr zu erreichen. Diese wurde für einige Zeit wieder online gestellt, um als Referenz zu dienen, ist mittlerweile aber wohl endgültig vom Netz.

### PortableLinuxApps
Der Hauptentwickler arbeitete zwischenzeitlich am Nachfolgeprojekt, das sich PortableLinuxApps nannte und vergleichbare Ziele verfolgte. Dazu gehören Einfachheit, Binärkompatibilität, Distributionsunabhängigkeit, Nutzbarkeit ohne Installation, auch von Wechseldatenträgern wie USB-Sticks aus und ohne Veränderungen am installierten Linux-Betriebssystem vorzunehmen sowie die Nutzung als normaler User ohne Administratorrechte.

### AppImage
Etwa 2013 wurde die Software erneut umbenannt, heißt nun AppImage und läuft unter einer MIT-Lizenz. AppImage ist das neue Format der Abbild-Dateien und das AppImageKit dient zu deren Erstellung. Die Entwicklung wird nun in einem GitHub-Verzeichnis dokumentiert und ist gegenwärtig (2024) aktiv.
Seit August 2017 werden AppImages u. a. in einem dafür eingerichteten Hub zur Verfügung gestellt.